# Bruno Helmle
Bruno Helmle (* 5. Februar 1911 in Mannheim; † 25. Februar 1996 in Konstanz) war ein deutscher Verwaltungsjurist und CDU-Kommunalpolitiker.

## Leben
Helmle studierte Rechtswissenschaften in Berlin und Heidelberg. 1934 wurde er in Heidelberg mit der Arbeit Das Pfandrecht des Spediteurs, Frachtführers und Lagerhalters zum Dr. iur. promoviert. 1938 absolvierte er seine zweite juristische Staatsprüfung. Von 1940 bis 1958 war er Regierungs- und Oberregierungsrat in der Finanzverwaltung.
Am 31. Mai 1937 beantragte Helmle die Aufnahme in die NSDAP und wurde rückwirkend zum 1. Mai desselben Jahres aufgenommen (Mitgliedsnummer 4.353.909), allerdings spätestens Dezember 1940 ausgeschlossen. Er war auch Mitglied des NSKK und des Nationalsozialistischen Rechtswahrerbunds.
Von 1945 bis 1946 war Helmle Bürgermeister von Meersburg und von 1959 bis 1980 Oberbürgermeister von Konstanz am Bodensee.
Im Januar 2012 wurde ein „Gutachten zur Tätigkeit von Dr. Bruno Helmle (1911–1996) während der Zeit des Nationalsozialismus und in den ersten Nachkriegsjahren“ der Universität Konstanz von Lothar Burchardt, Jürgen Klöckler und Wolfgang Seibel vorgelegt. Es kommt zu dem Schluss, dass Helmle weit mehr in das NS-System verstrickt war, als es ein Anfangsverdacht aus dem Jahr 2010 vermuten ließ. So war er beispielsweise als Finanzbeamter in hohem Maß in den Aufkauf und die Weiterveräußerung von beschlagnahmtem jüdischem Eigentum involviert.

## Ehrungen und Auszeichnungen
Helmle wurde 1976 mit der Auszeichnung Ehrensenator der Universität Konstanz geehrt, 1980 wurde er zum Ehrenbürger von Konstanz ernannt. Beide Ehrungen wurden ihm im Mai 2012 wegen seiner NS-Vergangenheit aberkannt. Er war Gründungsmitglied und langjähriges Vorstandsmitglied der Deutsch-Französischen Vereinigung Konstanz – Cercle Franco-Allemand in Konstanz.  Am 3. Mai 1986 verlieh ihm Ministerpräsident Lothar Späth die Verdienstmedaille des Landes Baden-Württemberg.

## Schriften
- Das Pfandrecht des Spediteurs, Frachtführers und Lagerhalters. Bottrop 1935.
- Zeugnisse aus bewegter Zeit. Mit einer Einführung von Staatssekretär Dr. Gerd Weng. Thorbecke, Sigmaringen 1979, ISBN 3-7995-4027-X.
- Erinnerungen und Gedanken eines Oberbürgermeisters. Stadler Verlag Konstanz 1990, ISBN 3-7977-0222-1 (Autobiographie).